# The Morning Papers
The Morning Papers is een nummer uit 1993 van de Amerikaanse muzikant Prince en zijn begeleidingsband The New Power Generation. Het is de vijfde en laatste single van Prince' veertiende studioalbum Love Symbol Album.
Het nummer gaat over Prince' relatie met Mayte Garcia. Prince zingt over de dingen die ze samen deden en hoe andere mensen de band die zij deelden niet begrijpen. "The Morning Papers" werd een klein hitje in een paar landen. In de Amerikaanse Billboard Hot 100 haalde het nummer de 44e positie. In de Nederlandse Top 40 haalde het een bescheiden 24e positie.